# 蓮花 (歌手)
蓮花（れんか）は、日本の元女性歌手。ビーイングに所属していた。北海道在住。

## 概要
人物
金子みすゞの「わたしと小鳥とすずと」を読んだことで詩、詞を書くようになり、小学生の時に音楽の授業がきっかけで歌うことの楽しさを知り歌手を目指すようになる。
好きなアーティストはJane Birkin、Enya、Carpenters、Madonna、Cyndi Lauper等で、好きな作家に吉本ばななを挙げている。
活動
デビューから活動休止する2021年に至るまで北海道に在住しながら活動を続けた。
事務所に所属するまではライブハウスや路上ライブで歌を披露したり、数えきれないくらいのオーディションを受けたと自身のラジオ番組で語っている。
2012年にビーイングが主催したTreasure Hunt 〜ビーイングオーディション2012〜で審査特別賞を受賞し、デビューに向けて制作活動を開始する。
2015年7月1日、ニンテンドー3DSゲーム『ファイアーエムブレムif』のヒロインであるアクアが歌う劇中歌「if〜ひとり思う〜」でデビュー。オリコン週間チャートで最高20位を獲得した。
2015年7月6日からFM NORTH WAVEにて「蓮花 Voice…」のパーソナリティを務める。
2016年からはライブ活動を行っており、2020年も春頃からライブツアーの開催が発表されていたが、新型コロナウイルス拡大の影響を受けて中止となった。それに伴い、活動休止までの期間は自身のラジオ番組の出演と楽曲配信が主な活動となる。
2021年3月22日放送の「蓮花 Voice…」で3月いっぱいで音楽活動を休止することを発表。その後、公式サイトでも音楽活動休止を発表した。
2023年4月4日、ビーイングがB ZONEに社名を変更した際にB ZONE Official WebsiteにおいてOTHER ARTISTカテゴリー(解散・引退もしくは他レーベルへ移籍したアーティストに類される)に入った。

## ディスコグラフィー

### シングル
| # | 発売日        | タイトル         | 販売形態           | 週間 チャート | 収録アルバム     |
| - | ------------- | ---------------- | ------------------ | ------------- | ---------------- |
| 1 | 2015年7月1日  | if〜ひとり思う〜 | 通常盤(CD)         | 20位          | 星の羽ばたく夜は |
| 1 | 2015年7月1日  | if〜ひとり思う〜 | 初回限定盤(CD+DVD) | 20位          | 星の羽ばたく夜は |
| 2 | 2016年3月9日  | Don't Cry        | 通常盤(CD)         | 72位          | 星の羽ばたく夜は |
| 2 | 2016年3月9日  | Don't Cry        | 初回限定盤(CD)     | 72位          | 星の羽ばたく夜は |
| 3 | 2017年5月10日 | 白雪             | 通常盤(CD)         | 66位          | 星の羽ばたく夜は |
| 3 | 2017年5月10日 | 白雪             | 初回限定盤(CD+DVD) | 66位          | 星の羽ばたく夜は |
| 4 | 2018年5月31日 | 金魚涙。         | 通常盤(CD+DVD)     | 103位         | 星の羽ばたく夜は |

### 配信シングル
1. 徒桜(2016年11月8日)
2. ワスレナグサ(2020年03月4日)
3. Epilogue/Rain(2021年03月30日)

### アルバム
1. 星の羽ばたく夜は（2019年1月23日）

### 参加作品
1. 「信長の忍び」コミケ限定CD　蓮花／千鳥（CV：水瀬いのり）(2016年12月29日)　収録：徒桜
2. doriko 10th anniversary tribute(2017年8月30日)　収録：あなたの願いを歌うもの
3. 「機械仕掛けの遊園地 -Electric Wonderland-」　AKIHIDE(2018年6月20日)　収録：My Little Clock

## 作詞提供
1. TVアニメ『信長の忍び』キャラクターソング〜歌宴の術〜(2017年10月11日)　全て